# 森北佳昭
森北 佳昭（もりきた よしあき、1955年〈昭和30年〉11月6日 - ）は、日本の建設・国土交通技官。関東地方整備局長、水管理・国土保全局長、経済調査会理事長を歴任。

## 経歴
奈良県出身。京都大学大学院工学研究科修了。1981年4月 建設省採用。中部地方整備局、技術調査課、九州地方整備局企画部長、環境省水・大気環境局水環境課長、国交省水管理・国土保全局治水課長、2012年 (平成24年) 9月 下保修の後任として関東地方整備局長、2013年 8月 足立敏之の後任として水管理・国土保全局長、2014年7月 辞職。
退官後、水源地環境センター理事長、経済調査会理事長。